# Departamento Magallanes
Das Departamento Magallanes liegt im Osten der Provinz Santa Cruz im Süden Argentiniens und ist eine der sieben Verwaltungseinheiten in der Provinz. Mit 19.805 km² ist es das flächenmäßig kleinste Departamento der Provinz.
Es grenzt im Norden an das Departamento Deseado, im Osten an den Atlantischen Ozean, im Süden an das Departamento Corpen Aike und im Westen an das Departamento Río Chico.
Die Hauptstadt des Departamento Magallanes ist Puerto San Julián.

## Bevölkerung

### Übersicht
Das Ergebnis der Volkszählung 2022 ist noch nicht bekannt. Bei der Volkszählung 2010 war das Geschlechterverhältnis mit 4.794 männlichen und 4.408 weiblichen Einwohnern eher unausgeglichen mit einem deutlichen Männerüberhang.
Nach Altersgruppen verteilte sich die Einwohnerschaft auf 2.615 Personen (28,4 %) im Alter von 0 bis 14 Jahren, 5.985 Personen (65,0 %) im Alter von 15 bis 64 Jahren und 602 Personen (6,5 %) von 65 Jahren und mehr.

### Bevölkerungsentwicklung
Das Gebiet ist sehr dünn besiedelt. Die Bevölkerungszahl ist seit 1960 stetig gestiegen. Die Schätzungen des INDEC gehen von einer Bevölkerungszahl von 13.027 Einwohnern per 1. Juli 2022 aus.
| Jahr | 1947  | 1960  | 1970  | 1980  | 1991  | 2001  | 2010  | 2022    |
| Einwohner                                                                                                | 4.405 | 4.029 | 4.603 | 4.627 | 5.314 | 6.536 | 9.202 | k. Ang. |
| Bevölkerungsentwicklung des Departements seit 1947; Quelle: Ergebnisse der Volkszählungen in Argentinien |       |       |       |       |       |       |       |         |

## Städte und Gemeinden
Das Departamento besteht aus
- der Gemeinde/Stadt Puerto San Julián

ländlichen Siedlungen sowie Weilern/Streusiedlungen (wie Bella Vista und El Salado) und Landgütern (Estancias).